# Libro de los exemplos por a. b. c.

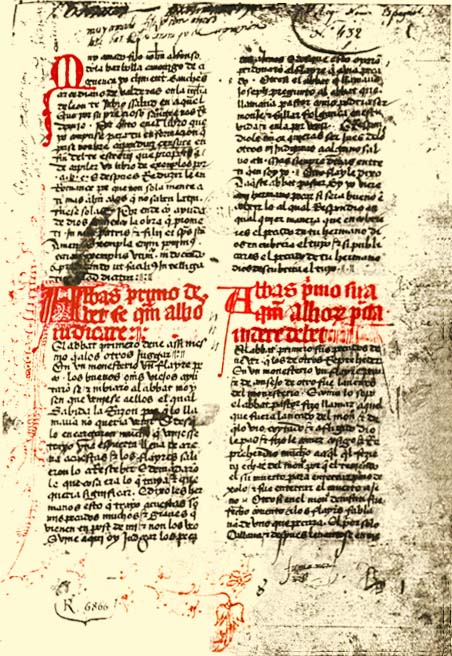
Página de Libro de los exemplos por a. b. c.

El Libro de los ejemplos por a. b. c. es una obra de Clemente Sánchez de Vercial, realizada para Juan Alfonso de la Borbolla, canónigo de Sigüenza, una de las compilaciones de exempla más conocidas de la literatura medieval española. Tiene la particularidad de ser la única recopilación de ejemplos en orden alfabético. La cantidad y el tamaño de fuentes que poseen añaden aún más importancia al texto.